# 盘山石窟
盘山石窟，位于山西省大同市天镇县天镇县玉泉镇滹沱店村，是中华人民共和国山西省文物保护单位之一。
2004年6月10日，授予山西省文物保护单位，是一座石窟寺。